# GR-12 (sendero español)

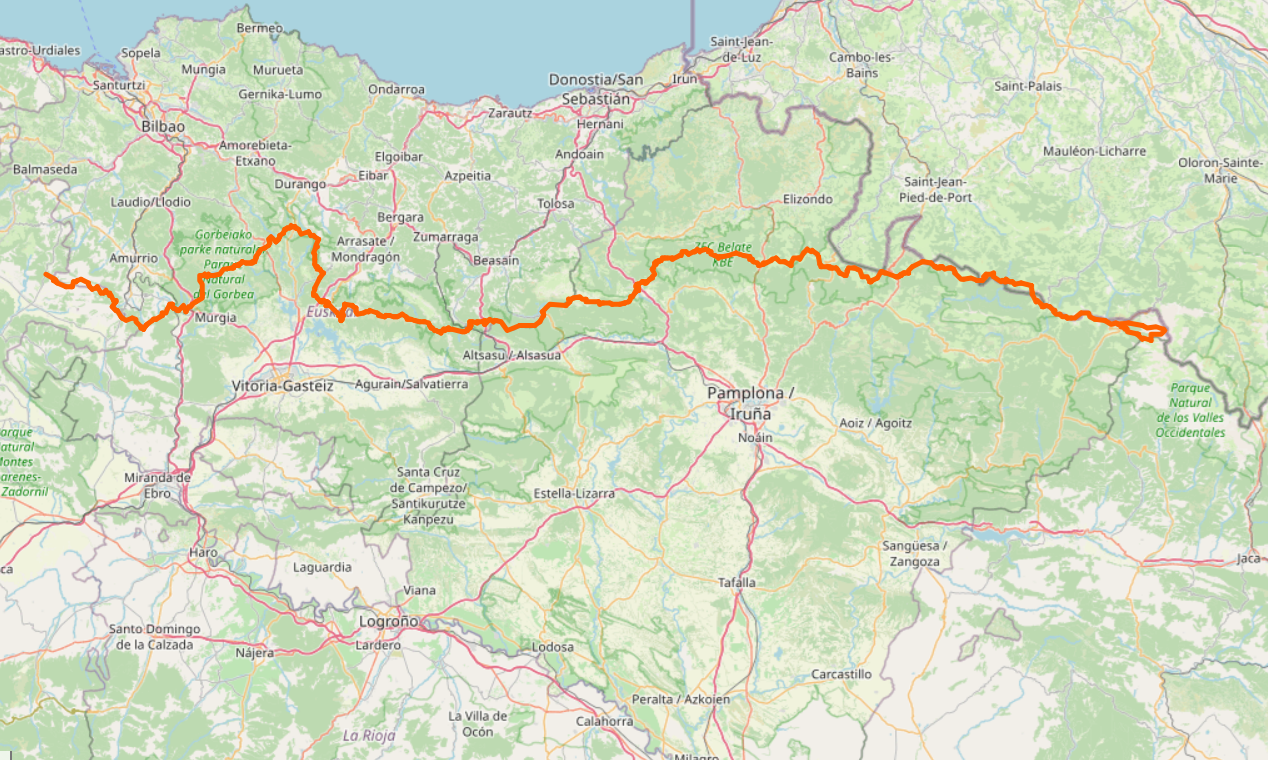
GR12: Travesía de la divisoria de aguas de Euskal Herria.

Señalización de un sendero de Gran Recorrido GR

El sendero navarro GR-12, también conocido como Sendero de Euskal Herria, es un sendero de Gran Recorrido que transcurre por el País Vasco y Navarra, atravesando áreas predominantemente montañosas que constituyen la divisoria de aguas cantábrico-mediterránea. Su señalización está deteriorada en algunas zonas, aunque la zona navarra está bien balizada.

## Itinerario
El recorrido principal es de tipo deportivo, pasando por crestas montañosas que ofrecen paisajes de gran calidad, aunque no abundan los lugares habitados.
Se suele dividir en dos tramos, divididos por el puerto de Lizarrusti en el límite guipuzcoano-navarro:
En algunos tramos, el sendero GR-12 coincide con el gran recorrido GR-121; además, enlaza en Lizarrusti con los senderos GR-20 (Vuelta a Aralar) y GR-35 (Camino de la trashumancia).
| Etapa   | Origen - Destino        | Longitud | Duración      |
| ------- | ----------------------- | -------- | ------------- |
| Etapa 1 | Etxegárate – Lizarrusti | 14,39 km | 5 horas       |
| Etapa 2 | Lizarrusti – Lecumberri | 23,85 km | 7 hor 10 min  |
| Etapa 3 | Lecumberri – Gorostieta | 18,22 km | 6 horas       |
| Etapa 4 | Gorostieta – Belate     | 15,85 km | 4 hor 40 min  |
| Etapa 5 | Belate – Aztakarri      | 25 km    | 8 hor 25 min  |
| Etapa 6 | Aztakarri – Azpegi      | 22 km    | 6 hor 20 min  |
| Etapa 7 | Azpegi – Iturzaeta      | 31,25 km | 10 hor 45 min |
| Etapa 8 | Iturzaeta – Belagua     | 16,59 km | 5 hor 10 min  |
| Etapa 9 | Belagua – Belagua       | 22,39 km | 7 hor 45 min  |